# Aristoxenos
Aristoxenos z Taranta, či z Tarentu (starořecky Ἀριστόξενος Aristóxenos; * kolem 360 př. n. l. zřejmě v Tarantu – asi 300 př. n. l., ?), byl řecký filosof a hudební teoretik. Je považován za zakladatele hudební vědy, a to především díky svému spisu Harmonikon stoicheion (Ἁρμονικῶν στοιχείων, Základy hudební teorie), jehož fragmenty se dochovaly, na rozdíl od jeho spisů filozofických.

## Vzdělání
Narodil se jako syn Spintara, Sokratova žáka. Nejprve se učil u pythagorejce Xenofila z Chalkidiky a učitele hudby Lampra, a později v Aténách byl žákem Aristotelovým a příslušníkem peripatetické školy. Jeho spisy jsou nejstarší dochovaná antická pojednání o hudbě.
Podle středověkého slovníku Suda se po Aristotelově smrti od svého učitele s hořkostí odvrátil, to když zjistil, že Aristoteles určil za svého nástupce v čele peripatetické školy Theofrasta. Jiný aristotelovský filozof, Aristoklés z Messeny, to však ve svých dějinách filozofie z 1. století nepotvrzuje. Suda Aristoxenovi rovněž přisuzuje sotva uvěřitelný počet 453 spisů.

## Činnost
Aristoxenos mimo jiné definoval na čistě hudebním základě následující výrazy: interval, tónový systém, tón, půltón, třetinotón, čtvrttón, …, diatonický, chromatický a enharmonický tónorod, délka tónu, rytmus. Tím do značné míry položil základy pozdější hudební terminologie vrcholné antiky a středověku. Většina z jeho terminologie se dochovala dodnes, byť částečně s pozměněným významem.